# Monumento Estadounidense
El Monumento Estadounidense, también conocido como Libertad Llorosa o Monumento a la Batalla de Marne, es una gran estatua monumental ubicada en Meaux, Francia. Fue diseñado por el escultor estadounidense Frederick William MacMonnies y dedicado en 1932 en honor a las tropas aliadas que murieron en la Primera batalla del Marne durante la Primera Guerra Mundial.

## Historia
En 1914, durante la Primera Guerra Mundial, las tropas alemanas avanzaban por el norte de Francia hacia París. En septiembre de ese año, en la zona cercana a Meaux, el VI Ejército francés lanzó una ofensiva contra el Primer Ejército alemán. En la batalla que siguió (conocida como la Primera batalla del Marne), las fuerzas combinadas francesas y británicas hicieron que los alemanes se retiraran, salvando a París del ataque. En los Estados Unidos, los simpatizantes franceses celebraron la victoria. Tras el final de la guerra en 1918, se hizo un esfuerzo por erigir una estatua para conmemorar la batalla. Se realizó un concurso para determinar el diseñador de este monumento, eligiendo el modelo de Frederick William MacMonnies. Los fondos para el monumento se recaudaron en Estados Unidos, y fue erigido como un regalo de los estadounidenses al pueblo francés. MacMonnies colaboró con el escultor estadounidense Edmondo Quattrocchi en parte del monumento. Descrito como su proyecto más ambicioso, el monumento también sería uno de los últimos grandes encargos de MacMonnies. El monumento tardó 14 años en erigirse y se dedicó en septiembre de 1932. Asistieron a la ceremonia de dedicación el presidente francés Albert Lebrun, el Primer ministro de Francia Édouard Herriot y miembros de los American Friends of France y del Cuerpo de Ambulancias del American Field Service.
En 2011, el Musée de la Grande Guerre du pays de Meaux (Museo de la Gran Guerra) se inauguró junto al monumento.

## Diseño

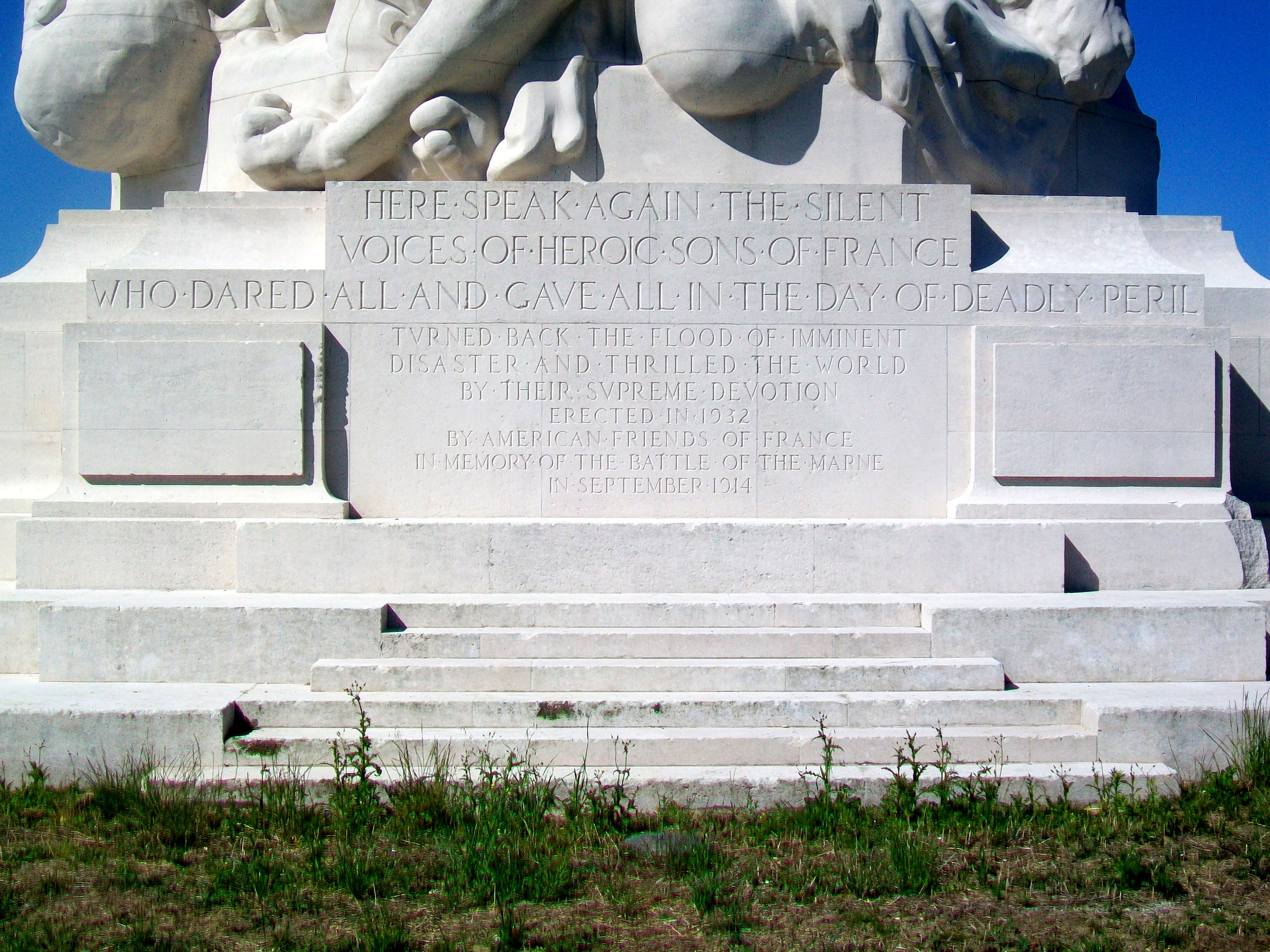
Inscripción en el monumento.

El monumento es una estructura colosal de 26 metros (85,3 pies) de altura. Cada lado de la base mide 15 metros (49,2 pies). La estatua de piedra representa una personificación de la Libertad rodeada de muertos y moribundos. Esta figura central también se conoce como Marianne o France Defiant. Sobre la pierna derecha de la figura hay un hijo muerto, mientras sostiene a un bebé en una mano y una espada rota en la otra. El monumento tiene una inscripción cerca de la base que dice en parte:
Aquí hablan de nuevo las voces silenciosas de los heroicos hijos de Francia que se atrevieron con todo  y dieron todo en el día del peligro mortal e hicieron retroceder el diluvio del desastre inminente y emocionaron al mundo con su suprema devoción.